# Медаль «За заслуги» (Словения)
Медаль за заслуги (словац. Medalja za zasluge) — государственная награда Республики Словения, учреждённая в 2004 году. Вручается Президентом Словении физическим и юридическим лицам за особые заслуги перед государством в различных областях общественной жизни, а также за укрепление международных связей и авторитета страны за рубежом.

## История
Награда была учреждена как часть современной системы государственных наград после обретения Словенией независимости в 1991 году и дальнейшего развития национального наградного законодательства. Медаль за заслуги стала одной из форм признания выдающегося вклада в развитие словенского общества, науки, культуры и укрепления международного сотрудничества.
Медаль была официально утверждена указом Президента Республики Словения и впервые вручена в 2004 году.

## Основания для награждения
Медаль за заслуги вручается за:
- выдающийся вклад в развитие Словении и общества в целом;
- значительные достижения в науке, образовании, искусстве, культуре и спорте;
- заслуги в экономике, социальной политике, здравоохранении, охране окружающей среды;
- укрепление демократии, прав человека и гражданского общества;
- вклад в международное сотрудничество, развитие дружественных отношений и продвижение Словении на международной арене;
- особые заслуги иностранных граждан и организаций перед Республикой Словения.

Награда может вручаться как гражданам Словении, так и иностранным гражданам, а также организациям, учреждениям или объединениям.

## Порядок награждения
Медаль присуждается Указом Президента Республики Словения по представлению государственных органов, учреждений, общественных организаций или по личной инициативе Президента.
Торжественная церемония вручения медали обычно проводится в Президентском дворце в Любляне, при участии представителей общественности, СМИ и официальных лиц.

## Внешний вид
Медаль за заслуги представляет собой металлический знак круглой формы, выполненный в серебристом или позолоченном металле. На лицевой стороне располагается государственный герб Словении и надпись с названием награды. Реверс содержит указание на имя награждённого и дату награждения.
Медаль крепится к ленте национальных цветов Словении. Вместе с медалью вручается удостоверение, подписанное Президентом.

## Примеры награждённых
С момента учреждения медалью за заслуги были награждены как словенские, так и иностранные деятели:
- учёные и исследователи за достижения в медицине и науке;
- художники, актёры и писатели за вклад в культуру;
- спортсмены и тренеры за международные спортивные успехи;
- дипломаты и общественные деятели за укрепление международных связей.

Например, в разные годы медаль получали:
- Юрий Соломонов — российский учёный (за сотрудничество в области науки);
- Марко Иванишевич — словенский предприниматель (за вклад в экономику);
- Театральный коллектив SNG Drama Ljubljana — за развитие национального театрального искусства.

## Статус и место в наградной системе
Медаль за заслуги занимает одну из позиций в иерархии государственных наград Словении. По статусу она ниже Ордена за заслуги (Red za zasluge), но выше благодарностей и других форм поощрения. Является престижной формой признания со стороны государства.